# Евтектика

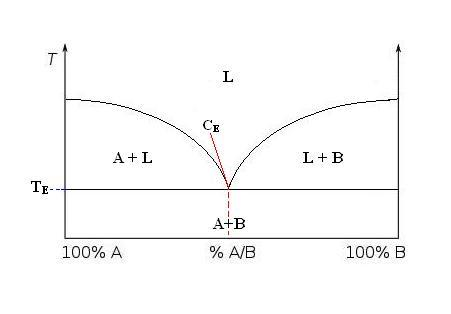
Фазова діаграма бінарної системи з евтектичною рівновагою

Евте́ктика (від грец. εύτηκτος — легкоплавкий, швидкорозчинний) —
1) Евтектика рідка — рідкий розчин (розплав), що при певному тиску перебуває в рівновазі з твердими фазами. Кристалізується при сталій евтектичній температурі. За кількістю твердих фаз (наприклад, чистих компонентів, твердих розчинів) розрізняють евтектику подвійну, потрійну тощо.
2) Евтектика тверда — кристалічний конгломерат (тонка суміш твердих речовин), що утворюється під час кристалізації рідкої евтектики. В процесі такої кристалізації водночас виникають кристали кількох твердих фаз, що пов'язане з дифузійним розділенням рідкої евтектики, переохолодженої нижче евтектичної температури.

## Загальні відомості

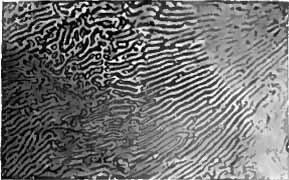
Мікросвітлина евтектики в системі «свинець–олово»

Властивість утворювати евтектику характерна для систем (металевих та неметалічних), взаємна розчинність компонентів яких у рідкому стані необмежена, а в твердому — обмежена або відсутня. Для даної системи температура плавлення твердої евтектики завжди нижча за температуру плавлення суміші будь-якого іншого складу і носить назву «евтектична температура». Кристалізація такої системи, згідно з правилом фаз, відбувається при постійній температурі, як і кристалізація чистих речовин. За евтектичної температури спостерікається співіснування в рівновазі рідкої фази з двома або більше твердими фазами.
В процесі такої кристалізації водночас утворюються кристали кількох твердих фаз. За формою перерізу фазових складових частин евтектика буває кулястою, стрижньовою й пластинчастою.
Термін «евтектика» у 1882 році ввів британський фізик і хімік Фредерік Гатрі.

## Евтектична реакція
Ізотермічна, оборотна реакція між двома (або більше) твердими фазами, що відбувається під час нагрівання системи і внаслідок якої утворюється одна рідка фаза.

## Евтектична суміш
Суміш двох або більше речовин з точкою топлення меншою, ніж для будь-якої іншої суміші тих самих речовин.

## Евтектична точка
На фазовій діаграмі стану подвійної евтектичної системи, компоненти якої в твердому стані не розчиняються один в одному, криві залежності температур початку кристалізації чистих компонентів A і B від їх вмісту у системі перетинаються в точці CE, в якій рідина L насичена одночасно обома компонентами, це — евтектична точка і є точкою плавлення евтектичної суміші . Наприклад, для суміші NaCl і води (23,3 % NaCl за масою) це стається при −21,1 °C. Отже, найнижчою температурою, при якій існує рідкий розчин NaCl є −21,1 °C, при нижчій температурі розчин замерзатиме, перетворюючись у суміш льоду й кристалів солі.